# Emanuele D'Agostino
Emanuele D'Agostino (Palermo, 1938 – scomparso a Palermo il 30 giugno 1981) è stato un mafioso italiano, affiliato a Cosa Nostra.

## Carriera criminale
D'Agostino, prima di essere un soldato della famiglia di Santa Maria di Gesù sotto Stefano Bontate, commetteva omicidi per conto di Rosario Riccobono, potente boss di Partanna-Mondello.
Il 10 dicembre 1969 ,quando era ancora un "avvicinato", fece parte del comando mafioso che uccise il boss Michele Cavataio negli uffici di Viale Lazio, compiendo la famosa Strage di Viale Lazio, e il 16 settembre 1970 fu colui che rapì Mauro De Mauro per portarlo nel luogo dove sarebbe stato assassinato.
Venne affiliato nel 1972.
Secondo la deposizione di Tommaso Buscetta al maxiprocesso di Palermo (3 aprile 1986), il D’Agostino fu colui che informò Rosario Riccobono dell’intenzione di Stefano Bontate d'uccidere Salvatore Riina, in occasione di una riunione della Commissione. Grazie a questa soffiata i “Corleonesi” poterono assassinare preventivamente lo stesso Bontate, dando inizio alla seconda guerra di mafia, meglio dire la sanguinosa epurazione di tutti i palermitani, maggiore causa delle successive defezioni e pentimenti che determinò i noti vantaggi nella guerra antimafia. 
Tuttavia anche D'Agostino venne ammazzato durante la seconda guerra di mafia: era uno dei pochi uomini della fazione avversaria a Salvatore Riina poiché fedele al defunto Bontate, e perciò Riccobono, ex alleato di Bontate segretamente passato dalla parte dei Corleonesi, attirò D'Agostino in un'imboscata, promettendogli un rifugio prima di fuggire negli Stati Uniti d’America, e lo strangolò facendo poi sparire il suo corpo nel nulla. Giuseppe Giacomo Gambino confidò al futuro pentito Rosario Naimo, amico del D’Agostino, che mentre moriva questi rivolse a Riccobono le sue ultime parole: "Solo lei mi poteva tradire". Il futuro pentito Salvatore Contorno cercò inutilmente di fargli capire che ormai non potevano fidarsi di nessuno, ma D’Agostino si fidò di Riccobono.
Nel 2011 Rosario Naimo disse che D'Agostino gli aveva fornito un'accurata descrizione dell'omicidio De Mauro e della strage di viale Lazio per dimostrare di aver ottenuto un ruolo importante all'interno di Cosa Nostra.
Il suo corpo non è mai stato trovato.